# Цехин (посёлок в Германии)
Цехин (нем. Zechin) — община в Германии, в земле Бранденбург.
Входит в состав района Меркиш-Одерланд. Подчиняется управлению Гольцов. Население составляет 708 человек (на 31 декабря 2010 года). Занимает площадь 27,73 км².
Коммуна подразделяется на 3 сельских округа.
| Год  | Население |
| ---- | --------- |
| 2005 | 794       |
| 2010 | 717       |